# Европейска академия
Европе́йската акаде́мия (на латински: Academia Europaea) е обществена неправителствена организация, обединяваща водещите учени от европейските страни.
Създадена е през 1988 г. в рамките на концепцията за „Общоевропейски дом“ и обединена Европа. Академията включва секции по всички основни раздели на природните и хуманитарните науки, издава списанието European Review. Президент (от 2014 г.) е Зирд Клутинг (на нидерландски: Sierd Cloetingh). Към 2020 г. в състава на академии влизат около 4230 учени, в това число 52 нобелови лауреата.
Концепцията „Европейска академия на науките“ възниква на срещата в Париж на европейските министри на науката през 1985 г. След това Кралското дружество (Великобритания) през юни 1986 г. организира среща в Лондон на редица учени, обществени и политически дейци, където е одобрена идеята за създаване на академията.
Academia Europaea е основана като „Европейска академия на природните, хуманитарните науки и литература“ (на английски: European Academy of Sciences, Humanities and Letters) на събрание, проведено в Кембридж през септември 1988 г. За първи президент е избран Арнолд Бърджън (на английски: Arnold Burgen). Министърът на науката на Франция Юбер Курен (на френски: Hubert Curien), по-късно станал втори президент на академията, произнася встъпителна реч. Първото пленарно заседание е свикано в Лондон през юни 1989 г., като в това време Академията вече наброява 627 члена.
През 2020 г. България е представена с 5 членове: Румен Даскалов, Николай Денков, Константин Хаджииванов, Миглена Николчина, Александър Шурбанов.